# Fensterbach (Naab)
Der Fensterbach ist ein Bach in der Oberpfalz in Bayern. Er entspringt am Westhang des 673 Meter hohen Rotbühls in der Gemeinde Schnaittenbach im Landkreis Amberg-Sulzbach und mündet nach einem 29,63 km langen, vorwiegend südöstlichen Lauf südlich von Deiselkühn in der Gemeinde Schwandorf im Landkreis Schwandorf von rechts in die Naab.

## Name
Der Fensterbach ist 1350 als Veusterbach ersturkundlich genannt, 1355 findet sich Fewsterbach. Es liegt wohl ein früh eingedeutschtes urslawisches Bystritza (‚Wildbach‘) zugrunde, das von den Bajuwaren nicht mehr verstanden wurde und durch -bach ergänzt wurde. Der Fensterbach gab der gleichnamigen Gemeinde ihren Namen. Einen Ort namens Fensterbach gibt es in dieser Gemeinde nicht.

## Geographie

### Verlauf
Die Quelle des Fensterbach liegt nordwestlich der Staatsstraße 2399 im Gebiet der Gemeinde Schnaittenbach im Landkreis Amberg-Sulzbach auf etwa 575 m ü. NHN. Der Fensterbach entspringt in einem Hochtal am Westhang des Rotbühls, dessen auf 673 m ü. NHN liegender Gipfel der höchste Punkt im Einzugsgebiet ist.
Der junge Bach läuft nordwestwärts bergab, überschreitet dabei die Gemeindegrenze und wechselt aus der Gemeinde Schnaittenbach in die Gemeinde Hirschau. Nach 1,4 Kilometern schwenkt er in Richtung Südwesten und erreicht nach weiteren 1,2 Kilometern die Ortschaft Weiher. Er durchfließt Weiher und schwenkt nach weiteren 800 Metern nach Südwesten. Von der Quelle bis zu seiner Richtungsänderung nach Süden fließen dem Fensterbach von links zahlreiche unbenannte Bäche zu. Diese Bäche entspringen dem wasserreichen Gebirgsmassiv, das von Buchberg, Rotbühl, Wiedenholz, Bergholz, Pflanzgarten und Streuberg gebildet wird.
Der Fensterbach fließt durch ein enges Durchbruchstal zwischen Kaiserlohe im Westen und Streuberg im Osten auf der Gemeindegrenze zwischen der Gemeinde Hirschau und der Gemeinde Freudenberg. Er setzt schließlich seinen Lauf in der Gemeinde Freudenberg fort und fließt am Fuß des Streuberges entlang, wobei er von seiner südwestlichen Richtung nach Südosten schwenkt. Der Lauf des Fensterbaches wird nun von zahlreichen Fischweihern begleitet.
Aus dem Tal zwischen Streuberg und Falkenstall und dem Tal zwischen Falkenstall und Fürstenrangen erreichen den Fensterbach von links zwei weitere ergiebige unbenannte Bäche.
Dem Falkenstall gegenüber liegt ein Untersteindorf genannter Hang. Der Fensterbach fließt zwischen diesen beiden Hängen hindurch und wendet sich nach Südwesten.
Nach 1,2 Kilometern erreicht er Pursruck. Am südlichen Ortsrand mündet der Lohbach von rechts in den Fensterbach.
Nun schlängelt sich der Fensterbach in überwiegend südlicher Richtung durch ein enges Durchbruchstal, dessen Ostseite vom 501 Meter hohen Reichen Almosenholz und dem 497 Meter hohen Altberg gebildet wird. Die Westseite des Durchbruchtales bilden die Ausläufer des Tannachs mit seinem 567 Meter hohen Buchenbühl.
Der Fensterbach fließt in einem nach Westen ausgreifenden Bogen um den Altberg herum und nimmt jetzt seine bis zur Mündung vorherrschende Fließrichtung nach Südosten an.
Der Fensterbach passiert Lintach am Ostrand der Ortschaft und nach 600 Metern die Lintacher Mühle. Hier mündet der Kellerbach von links in den Fensterbach.
Von Lintach bis südöstlich von Geiselhof verläuft die Staatsstraße 2399 für 1,4 Kilometer parallel zum Fensterbach auf dessen Nordostseite.
Nach weiteren 500 Metern fließt der Fensterbach nordöstlich an Geiselhof vorbei. Einen Kilometer hinter Geiselhof mündet der Hammerbach von links. Nach weiteren 300 Metern passiert der Fensterbach Berghof südwestlich der Ortschaft. Hier gibt es eine Furt.
740 Meter südöstlich von Berghof fließt der Fensterbach zwischen Bühl im Südwesten und Oberpennading im Nordosten hindurch.
In kurzen Abständen folgen nun auf der Südwestseite des Fensterbaches Rannahof, Schlauderhof und Buchenöd und auf seiner Nordostseite Unterpennading.
1 Kilometer südöstlich von Unterpennading unterquert der Fensterbach die Staatsstraße 2040.
500 Meter weiter mündet der Torstetterbach von links. Kurz danach passiert er die Kohlmühle und den 460 Meter hohen Unteren Kulmberg auf seinem Ostufer. Südlich der Kohlmühle wechselt der Fensterbach von der Gemeinde Freudenberg, Landkreis Amberg-Sulzbach, in die Gemeinde Fensterbach im Landkreis Schwandorf, in dem er bis zur Mündung verbleiben wird.
Nach weiteren 1,5 Kilometern passiert der Fensterbach die Einöde Baumerhof auf seinem Ostufer und unterquert die Bundesautobahn 6.
Nun passiert der Fensterbach Ödfriedlhof, Weiherhaus am Fensterbach und Freihöls auf seinem Südwestufer und Högling, Ziegelhütte, Jeding, Wolfringmühle, Knölling, Dürnsrichtmühle, Wohlfest und Irrenlohe auf seinem Nordostufer. Von Freihöls bis Irrenlohe verläuft die Bahnstrecke Nürnberg–Irrenlohe auf dem Südufer des Fensterbaches.
Zwischen Wohlfest und Irrenlohe wechselt der Fensterbach von der Gemeinde Fensterbach in die Gemeinde Schwarzenfeld. Südlich von Irrenlohe unterquert der Fensterbach die Bahnstrecke Regensburg–Weiden. 1,3 Kilometer, nachdem er die Bahnstrecke unterquert hat fließt der Fensterbach zwischen Münchshöf im Südwesten und Deiselkühn im Nordosten hindurch und mündet nach einem weiteren Kilometer von rechts in die Naab.
Ab Irrenlohe verläuft der Fensterbach auf der Grenze zwischen den Gemeinden Schwarzenfeld und Schwandorf. 500 Meter vor seiner Mündung in die Naab wechselt der Fensterbach aus der Gemeinde Schwarzenfeld in die Gemeinde Schwandorf.
Der Fensterbach fließt auf seinem gesamten Lauf durch ein sehr wasser- und quellenreiches Gebiet, dessen Wasserreichtum für zahlreiche Fischweiher genutzt wird. Auf seinem gesamten Lauf begleiten den Fensterbach ausgedehnte Fischweihergebiete und zahllose kleine und größere unbenannte Bäche fließen ihm von links und von rechts zu. Da die rechte, südwestliche Flussseite nicht ganz so steil ist, sind auf dieser Seite die Weihergebiete etwas zahlreicher und ausgedehnter.

### Einzugsgebiet
Der Fensterbach entwässert ein über 102 km² großes Einzugsgebiet insgesamt etwa südostwärts zur Naab. Es grenzt im Norden an dasjenige des Ehenbachs, eines höheren rechten Zuflusses der Naab, im Nordosten lange an das des nächsten größeren Naab-Zuflusses Hüttenbach von dieser Seite, die beide ähnlich große Gebiete wie der Fensterbach entwässern. Im Süden fließen kleinere Bäche noch weiter abwärts in die Naab. Jenseits der südwestlichen Wasserscheide konkurriert die viel bedeutendere Vils, die erst viel weiter abwärts die Naab speist.

### Benannte Zuflüsse
Von der Quelle zur Mündung. Auswahl.
- Lohbach von rechts bei Pursruck
- Kellerbach von links bei der Lintacher Mühle
- Hammerbach von links zwischen Geiselhof und Berghof
- Torstetterbach von links bei der Kohlmühle

### Benannte Fischteichgebiete mit Abfluss zum Fensterbach
Von der Quelle zur Mündung. Auswahl.
- Geiselhofteiche von rechts bei Geiselhof
- Bühlteiche von rechts bei Bühl
- Schlauderhofteiche von rechts bei Schlauderhof
- Unterpennadinger Teiche von links südlich von Unterpennading
- Buchenödteiche von rechts bei Buchenöd
- Estweiher von rechts gegenüber von Baumerhof
- Leistenweiher von rechts gegenüber von Wolfringmühle
- Mühlweiher von links bei Wolfringmühle
- Neuweiher, Fichtenweiher, Traubenweiher von rechts gegenüber von Dürnsrichtmühle
- Forstweiher von rechts gegenüber von Irrenlohe

## Geschichte
Entlang des Fensterbaches liegen die  echten Ing-Orte Oberpennading, Unterpennading, Högling, Jeding, Wolfring und Knölling. Das weist darauf hin, dass dieses Gebiet während der bayerischen Landnahme Ende des 8. Jahrhunderts besiedelt wurde.
Vom 12. bis zum 16. Jahrhundert hatte das Kloster Ensdorf Güter am Fensterbach und in seiner Umgebung. Diese lagen in den Ortschaften Deiselkühn, Dürnsricht, Hartenricht und Högling.
Parallel zum Fensterbach, auf seinem Nordostufer, führte eine alte Fernstraße, eine Variante des sogenannten Zigeunerweges oder auch Steinhöppel. Sie führte von Hiltersdorf durch die Ortschaften Högling, Jeding, Wolfring, Knölling, Dürnsricht, Kögl nach Schwarzenfeld.